# L'Union (journal gabonais)
Pour les articles homonymes, voir L'Union.
L'Union est le seul quotidien national gabonais. Il est tiré à 25 000 exemplaires.

## Histoire
Édité par la Sonapresse, émanation de la société France Editions et Publications (Hachette), L'Union a été fondé en 1973 par Fred Hidalgo, auparavant coopérant à l'Agence Gabonaise de Presse (1971-1972), et son épouse Mauricette Hidalgo, responsables de sa conception, de sa réalisation et de son édition. Deux numéros "zéro" sont parus le 14 décembre 1973 (n° 00) puis le 7 janvier 1974 (n° 0), avant son premier numéro officiel daté du 15 mars 1974, avec une périodicité d'abord hebdomadaire et une diffusion sur tout le territoire national. Une équipe rédactionnelle réduite est alors progressivement constituée avec Michel Ekekang à sa direction. Quatre-vingt-treize numéros seront publiés entre le 15 mars 1974 et le 23 décembre 1975 ; puis, après la formation "sur le tas", pendant cette première époque du premier journal gabonais, d'une équipe de jeunes journalistes et la construction d'une véritable imprimerie de presse, l'hebdomadaire est transformé en quotidien le 30 décembre 1975. Albert Yangari est bientôt nommé directeur de la rédaction, en remplacement de Michel Ekekang, puis directeur général. Pour leur part, ayant achevé leur mission, Fred Hidalgo, directeur de l'édition jusqu'à cette date, et Mauricette Hidalgo, secrétaire générale de la rédaction, quittent le Gabon à la fin du printemps 1976.

## Ligne éditoriale
Considéré comme très pro-gouvernemental jusqu'au décès du président Omar Bongo Odimba, le quotidien a proposé un traitement plus équilibré de la campagne électorale gabonaise de 2009.
Le vendredi 25 septembre 2009, le directeur de publication de L'Union, Albert Yangari, est interpellé par des militaires, après des articles sur les violences post-électorales à Port-Gentil. Le journal avait affirmé que « le nombre de victimes peut atteindre vingt-deux personnes ».